# Oxfordbewegung

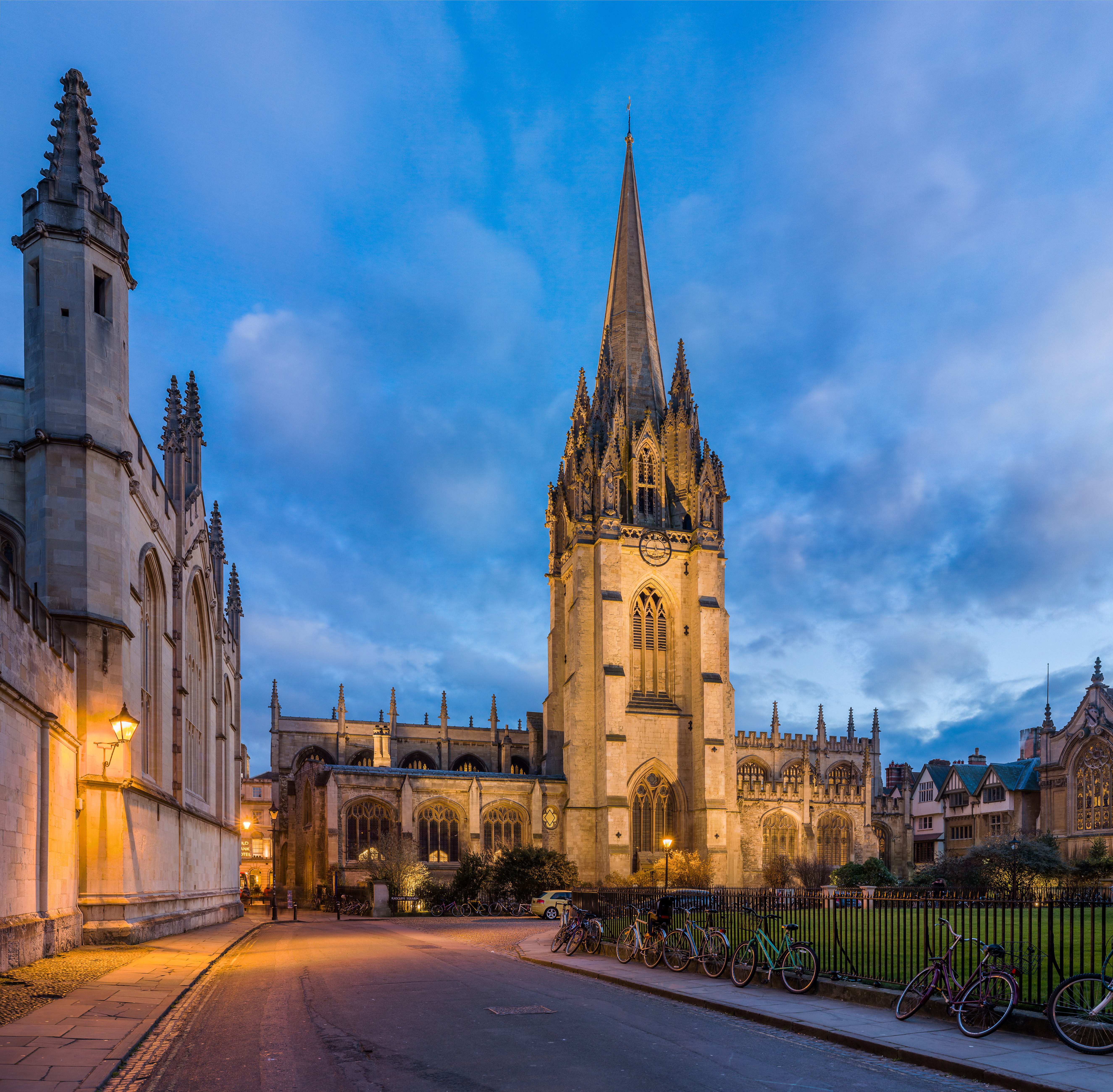
Church of St Mary the Virgin in Oxford

Die Oxfordbewegung (englisch: Oxford movement) entstand innerhalb der anglikanischen Kirche um 1830 als Versuch, dem Anglikanismus zugrundeliegende katholische Prinzipien und frühkirchliche Orientierungen vermehrt zur Geltung zu bringen.
Die eigentliche Geburtsstunde war die Predigt „National Apostasy“, die John Keble am 14. Juli 1833 in der Universitätskirche St Mary the Virgin gehalten hatte. Die Bewegung wurde getragen durch John Keble, John Henry Newman und Edward Bouverie Pusey, die in Oxford lehrten. Ein weiteres bekanntes Mitglied der Bewegung war Frederick William Faber, der wie Newman katholischer Priester und Oratorianer wurde. Nach den von Newman seit 1833 herausgegebenen „Tracts for the Time“ wurden diese Protagonisten auch Traktarianer genannt.
Die Lehre wurde von der anglikanischen Hierarchie verurteilt, als die kirchliche Legitimität des Anglikanismus in Frage gestellt wurde. Newman konvertierte 1845 zum Katholizismus. Seine Autobiographie „Apologia pro vita sua“ (1864) erzählt auch die Geschichte der Oxfordbewegung. Aus der Bewegung entwickelte sich die High-Church-Richtung der anglikanischen Kirche mit Auswirkungen auf liturgisch-theologischem Gebiet, im Gegensatz zur protestantischen Low-Church-Richtung.